# 岸和田市立図書館
岸和田市立図書館（きしわだしりつとしょかん）は、岸和田市の公共図書館。

## 開館時間
- 10:00～18:00

## 休館日
- 月曜日
- 国民の祝日（月曜日と重なるときはその翌日）
- 毎月最終木曜日（図書整理日）

（国民の祝日と重なるときはその前日・12月は29日、月曜日のときはその前日）
- 特別図書整理期
- 年末年始（12月30日～1月4日）
- 特別休館日 （敬老の日の前日及び前々日）

## 交通
- 最寄り駅
  - 南海本線岸和田駅から、南西へ歩いて約8分。